# Mitch Wishnowsky
Mitch Wishnowsky (Gosnells, 3 marzo 1992) è un giocatore di football americano australiano che milita nel ruolo di punter per i San Francisco 49ers della National Football League (NFL).

## Carriera

### San Francisco 49ers
Al college Wishnowsky giocò a football a Utah, vincendo il Ray Guy Award. Fu scelto nel corso del quarto giro (110º assoluto) del Draft NFL 2019 dai San Francisco 49ers. Fu uno dei due punter selezionati quell'anno nel draft. Debuttò come professionista nella gara del primo turno contro i Tampa Bay Buccaneers calciando due punt a una media di 45,5 yard l'uno. Nel nono turno fu premiato come giocatore degli special team della NFC della settimana dopo avere calciato 5 punt all'interno delle 20 yard avversarie. Il 2 febbraio 2020 scese in campo nel Super Bowl LIV in cui calciò due punt a una media di 43 yard l'uno ma i 49ers furono sconfitti per 31-20 dai Kansas City Chiefs.

## Palmarès

### Franchigia
- National Football Conference Championship: 2

San Francisco 49ers: 2019, 2023

### Individuale
- Giocatore degli special team della NFC del mese: 1

settembre 2022
- Giocatore degli special team della NFC della settimana: 1

9ª del 2019